# 原駅 (愛知県)
原駅（はらえき）は、愛知県名古屋市天白区原1丁目にある、名古屋市営地下鉄鶴舞線の駅である。駅番号はT18。
manacaの履歴表示では、当駅は市地・原と表示され、JR東海（TOICAエリア）の東海道本線にある原駅（静岡県沼津市、こちらは単なる原と表示される）と区別している。
計画時点での駅名は「平針原」だった。

## 歴史
- 1978年（昭和53年）10月1日：開業。
- 1997年（平成9年）4月1日：原ターミナルビル完成により、エレベーター・エスカレーターを設置。

## 駅構造

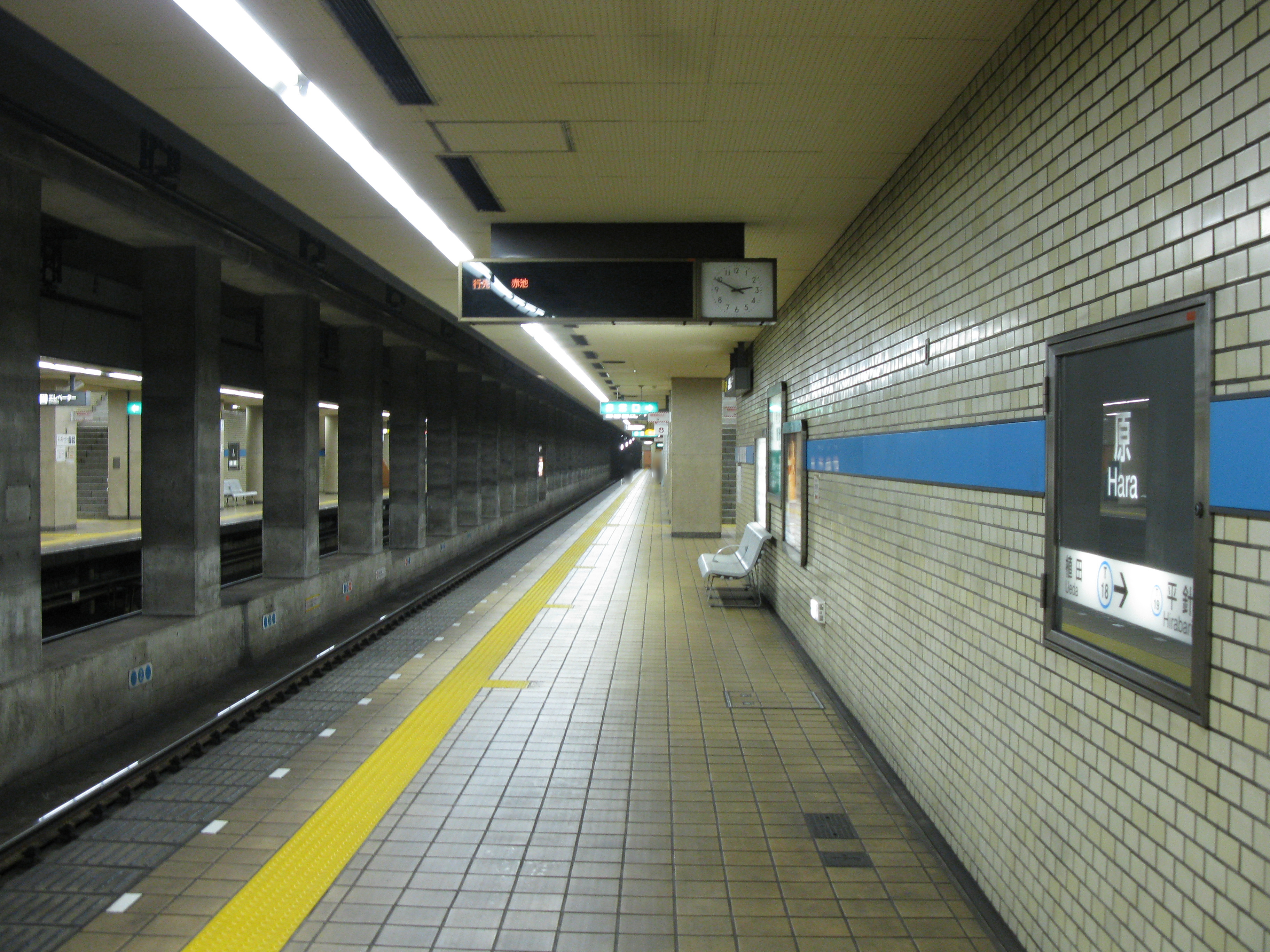
ホーム

相対式ホーム2面2線を有する地下駅。出入口は2ヶ所と少なめであるが、2番出入口からそのまま原駅市バスターミナルへつながっているため、市バスへの乗り換えは容易である。
当駅は、鶴舞線駅務区八事管区駅が管轄している。

### のりば
| ホーム | 路線   | 行先                     |
| ------ | ------ | ------------------------ |
| 1      | 鶴舞線 | 赤池・豊田市方面         |
| 2      | 鶴舞線 | 伏見・上小田井・犬山方面 |

## 利用状況
名古屋市統計年鑑によると、当駅の一日平均乗車人員は以下の通り推移している。
- 2004年度：9,757人
- 2005年度：10,754人
- 2006年度：11,089人
- 2007年度：11,224人
- 2008年度：11,268人
- 2009年度：11,167人
- 2010年度：11,090人
- 2011年度：9,085人
- 2012年度：9,265人
- 2013年度：9,549人
- 2014年度：9,524人
- 2015年度：9,849人
- 2016年度：9,978人
- 2017年度：10,127人
- 2018年度：10,362人
- 2019年度：10,239人

## 駅周辺
- 原ターミナルビル
  - 原駅ターミナル（名古屋市営バス）
  - 名古屋市天白文化小劇場
- 天白公園
- 東樹会病院

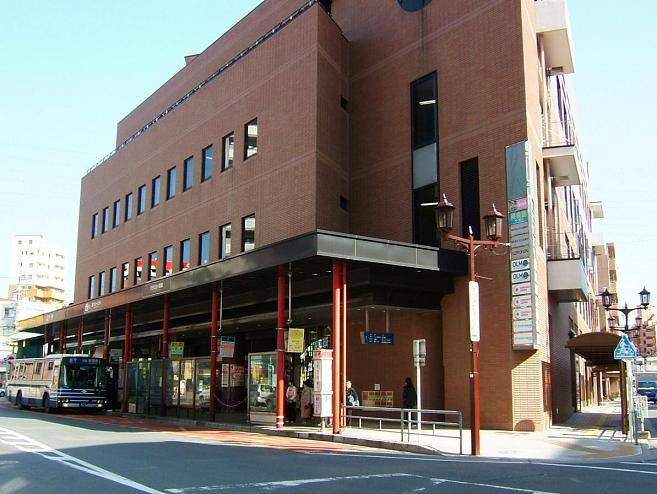
原ターミナルビル（2005年2月、バス乗り場を併設）

- マックスバリュ 平針店（かつての松坂屋ストア・ピーコックストア平針店）
- 名古屋原郵便局
- 三十三銀行天白支店
- 三十三銀行天白原駅前支店
- 名古屋市立原小学校
- 名古屋市立原中学校
- 愛知県立天白高等学校
- 東海学園大学名古屋キャンパス・東海学園高等学校
- 名古屋第二環状自動車道 植田IC
- 国道302号（名古屋環状2号線）
- 愛知県道56号名古屋岡崎線（飯田街道）
- 愛知県道221号岩崎名古屋線
- 天白川

## バス路線

### 名古屋市営バス「地下鉄原」バス停
1番のりば
- 原11：地下鉄原～島田住宅～地下鉄徳重
  - 2011年3月までは循環系統だった。
- 原12：地下鉄原～桃山住宅～地下鉄徳重～緑車庫・みどりが丘公園
  - 2011年3月までは白土へも運行されていた。
- 徳重13：地下鉄原～桃山住宅～地下鉄徳重～藤田医科大学病院
  - 2011年3月までは原13だった。

2番のりば
- 幹原1：地下鉄原～地下鉄相生山～相生山住宅～島田一ツ山
- 幹原1：地下鉄原→地下鉄相生山→鳴子みどりヶ丘→地下鉄原
- 幹原1：地下鉄原～鳴子みどりヶ丘～相生山住宅～島田一ツ山
  - 2011年3月までは新瑞橋や野並まで運行されていた。
- 平針12：地下鉄原～天白消防署〜荒池二丁目～地下鉄平針[5]

その他
これらのほかに、緑車庫からの出入庫系統（島田住宅経由）が到着する（地下鉄原発緑車庫行きは存在しない）。かつては名鉄バスが鳴海駅から乗り入れていた。
東海学園大学（名古屋キャンパス、三好キャンパスとも）へのスクールバスも1番出入口前を発着している。

## 隣の駅
名古屋市営地下鉄
 鶴舞線
植田駅 (T17) - 原駅 (T18) - 平針駅 (T19)